# Synchronistische Königsliste
Bei der Synchronistischen Königsliste handelt es sich um eine neo-assyrische Zusammenstellung, die in Aššur gefunden wurde (A. 117). Sie befindet sich heute im Archäologischen Museum Istanbul. Diese Königsliste ist die wichtigste Quelle für die Chronologie der mittelbabylonischen und mittelassyrischen Periode.
Für die kassitische Periode werden die angegebenen Synchronismen stark bezweifelt und sind teilweise nachweisbar falsch. Die Kassitenkönige und die Herrscher der Meerland-Dynastie wurden scheinbar mechanisch nacheinander angeordnet, auch wenn sich Herrscher überschnitten.